# McDonnell Douglas
McDonnell Douglas va ser una gran constructora nord-americana i contractista de defensa d'avions i míssils, que va fabricar una gran quantitat d'avions famosos tant civils com a militars. És part de Boeing des de 1997.

## Història

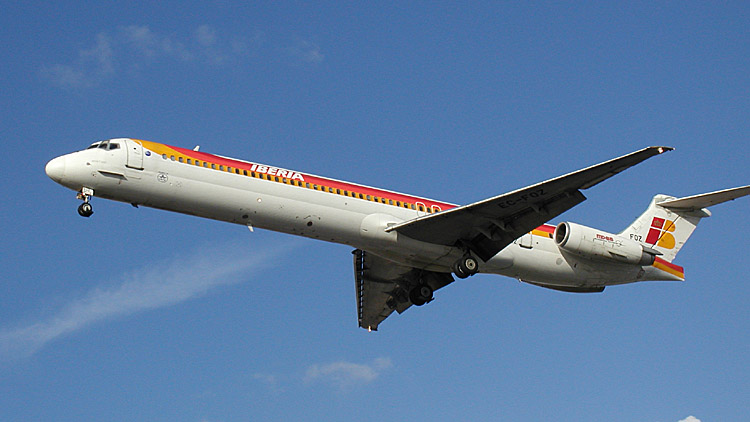
MD-88 (DC-9-88) d'Iberia aproximant-se a Londres Heathrow.

L'empresa va ser fruit de les signatures de James Smith McDonnell i Donald Wills Douglas que van fusionar les seves companyies. Els dos van estudiar en el MIT i havien treballat per al fabricant Glenn L. Martin Company.
Douglas havia estat cap d'enginyers a Glenn L. Martin Company abans de deixar la companyia i establir la Davis-Douglas Company en els anys 20 a Los Angeles, Califòrnia. El 1921 va canviar de nom a Douglas Aircraft Company.
Per la seva banda, McDonnell va fundar la J.S. McDonnell & Associates a Wisconsin en 1928. La seva idea era produir un avió personal per a ús familiar. La depressió econòmica de 1929 van acabar amb les seves idees i la companyia va fer fallida. Va anar a treballar per a Martin, la que va abandonar en 1938 per fundar una altra companyia, la McDonnell Aircraft Corporation, situada a Missouri.
La guerra va fer que Douglas s'enriquís. La companyia va produir uns 30.000 aparells des de 1942 fins a 1945 amb la qual cosa la seva mà d'obra es va elevar a 160.000 treballadors. L'empresa va fabricar l'avió de càrrega C-47 (basat en el DC-3, l'avió d'atac i bombardeig lleuger A-20 conegut com a Havoc o Boston, el torpeder SBD Dauntless i el també avió d'atac i bombardeig lleuger A-26 Invader. Les dues companyies van sofrir molt econòmicament amb el final de la guerra, fent front al final de demanats per part del govern i a un excés d'avions. Les dues van reduir plantilla, Douglas va acomiadar gairebé a 100.000 persones. Com a part del treball durant la guerra Douglas va establir un grup especial per la USAAF (United States Army Air Force) que després seria la RAND Corporation.
Douglas va continuar fabricant nous avions, incloent el reeixit quadrimotor DC-6 el 1946 i després el DC-7 el 1953. L'empresa va entrar també en el camp de l'aviació a reacció, traient el seu primer aparell per als militars el 1948, el F3D Skyknight, i uns avions més evolucionats A2D Skyshark el 1950 i el F4D Skyray el 1951. Douglas també va fabricar avions comercials a reacció, construint en 1958 el DC-8, i després el DC-9 (que va evolucionar a la sèrie d'avions MD-80, després MD-90, fins a arribar al MD-95, que va passar a denominar-se Boeing 717) i el DC10.
McDonnell també fabricava avions de reacció, però més petits i radicals. Amb l'eficient FH-1 Phantom es van fer un forat en la cartera de la marina nord-americana i ja amb els Banshee, Demon i Voodoo es van convertir en el seu major proveïdor. L'arribada de la Guerra de Corea va ajudar a McDonnell a convertir-se en un gran fabricant d'avions militars, sobretot amb l'excel·lent F-4 Phantom II de 1958, avió àmpliament exportat.
Les dues companyies volien entrar en el nou negoci dels míssils. Douglas va passar de la fabricació de coets aire-aire i míssils a sistemes complexos de míssils durant el 1956 amb el programa Nike, i es va convertir en el major contractista dels programes Skybolt ALBM i Thor per míssils balístics.
McDonnell mentrestant va fabricar els seus, incloent l'ADM-20 Quail, així com experimentant amb el vol supersònic, investigacions que els van portar a guanyar una part important dels contractes amb la NASA com el projecte Mercury i el programa Gemini. També per a la NASA va acabar guanyant el contracte per fabricar parts de l'enorme coet Saturn V.
Les dues companyies eren importants però tenien els seus problemes. Douglas estava obstinada pel cost dels DC-8 i DC-9, i el 1963 van començar les negociacions per fuisonar-se cosa que finalment va passar el 28 d'abril de 1967, naixent així la McDonnell Douglas Corporation.
La nova companyia formada va continuar l'associació amb la indústria militar fabricant el 1974 el caça F-15 Eagle i un any després el reeixit i àmpliament exportat caça bombarder F/A-18 Hornet, així com els míssils Harpoon i Tomahawk. La crisi del petroli dels anys 70 va ser una garrotada important per a la indústria de l'aviació i McDonnell Douglas es va veure forçada a reduir la seva grandària i diversificarse per reduir l'impacte de futures crisis de mercat. El 1984 van adquirir Hughes Helicopters.
Seguint l'adquisició el 1996 per part de Boeing de la divisió North American de Rockwell, McDonnell Douglas i Boeing es van fusionar el 1997 en una operació de 13 mil milions de dòlars per crear The Boeing Company.

## Llista d'avions
- McDonnell Douglas F-4 Phantom II (1958)
- McDonnell Douglas DC-10 (1970)
- McDonnell Douglas F-15 Eagle (1972)
- McDonnell Douglas F/A-18 Hornet (1978)
- McDonnell Douglas MD-80 (1979)
- McDonnell Douglas MD-11 (1990)
- McDonnell Douglas MD-12 (1995)